# Love Lines
Love Lines è un album in studio della cantautrice statunitense LP, pubblicato il 29 settembre 2023 su etichetta BMG.

## Descrizione
Pubblicati come singoli sono Golden, One like You e Wild con la collaborazione della cantautrice italiana Levante.

## Tracce
Testi e musiche di Andrew Berkeley Martin, Ashton Irwin, LP e Matthew Pauling, eccetto dove indicato.
1. Golden – 3:27
2. Wild – 3:01
3. Dayglow – 3:30 (Andrew Berkeley Martin, LP, Matthew Pauling)
4. Long Goodbye – 4:23
5. Love Lines – 3:04
6. Hola – 2:35
7. One like You – 3:41
8. Love Song – 2:40
9. Big Time – 3:31
10. Blow – 4:07 (Andrew Berkeley Martin, LP, Matthew Pauling)
11. Burn it Down – 2:41
12. Hold the Light – 3:52 (Ashton Irwin, Barns Courtney, LP, Matthew Pauling)

Traccia bonus nella riedizione streaming
1. Wild (feat. Levante) – 3:01

## Classifiche
| Classifica (2023) | Posizione massima |
| ----------------- | ----------------- |
| Belgio (Vallonia) | 20                |
| Francia           | 85                |
| Italia            | 88                |
| Polonia           | 67                |
| Spagna            | 57                |
| Svizzera          | 26                |